# Sebastian Schütze
Pour les articles homonymes, voir Schütze (homonymie).
Sebastian Schütze est un historien de l'art allemand, né en 1961. Ses travaux se concentrent particulièrement sur l'art baroque.

## Carrière universitaire
Sebastian Schütze enseigne en Autriche à l'Université de Vienne, où il occupe depuis 2009 la chaire d'art et architecture baroque.

## Ouvrages
- avec Thomas C.Willette : Massimo Stanzione : l'opera completa. 1992, Electa. Biographie et catalogue raisonné de l´œuvre peint de Massimo Stanzione[2].
- Caravage : l’œuvre complet. 2015, Taschen[3].
- William Blake. Die Zeichnungen zu Dantes Göttlicher Komödie. 2016, Taschen.